# Steinegg Live

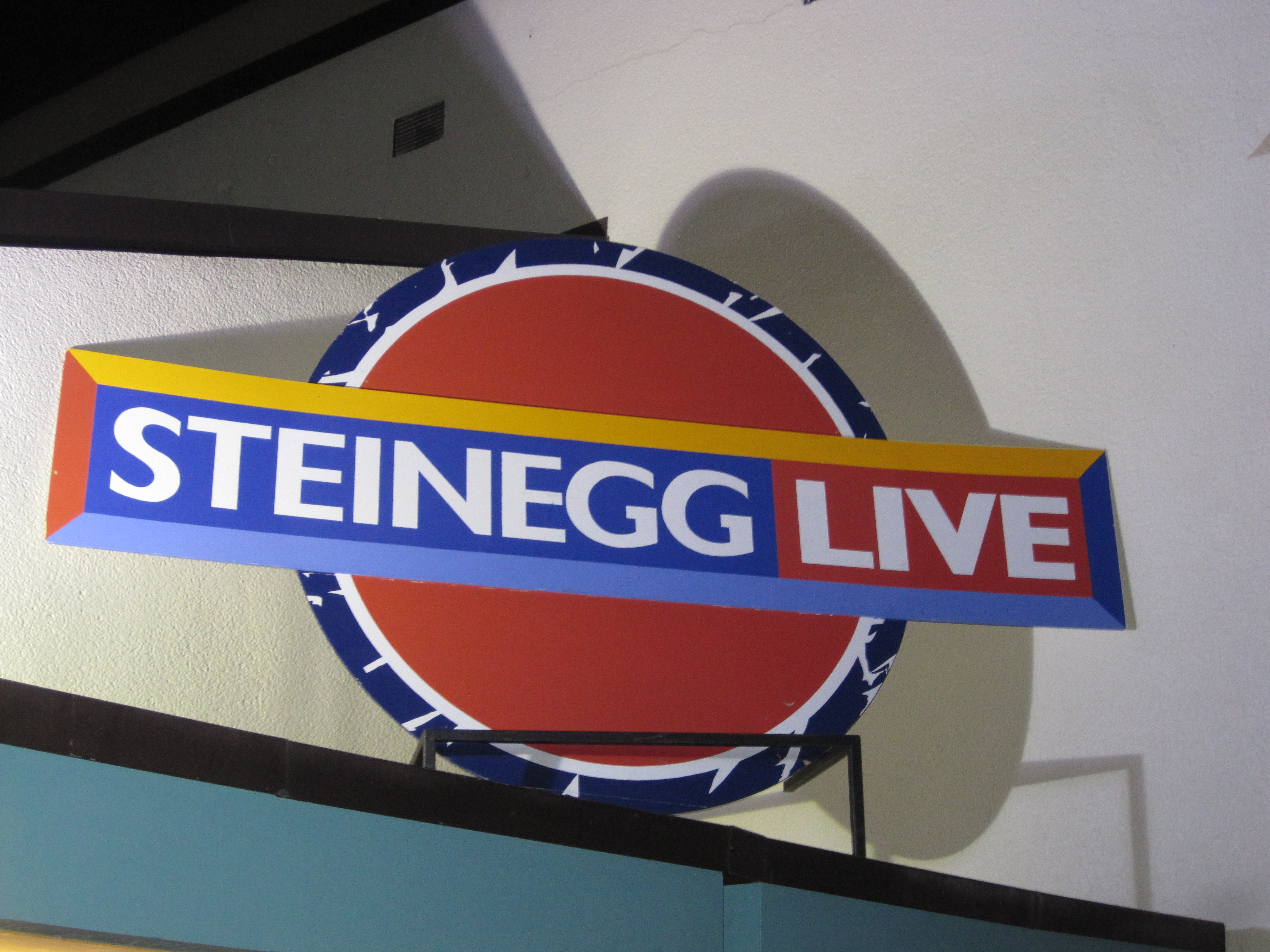
Das Logo des Kulturvereins bzw. Festivals Steinegg Live in Steinegg, Südtirol.

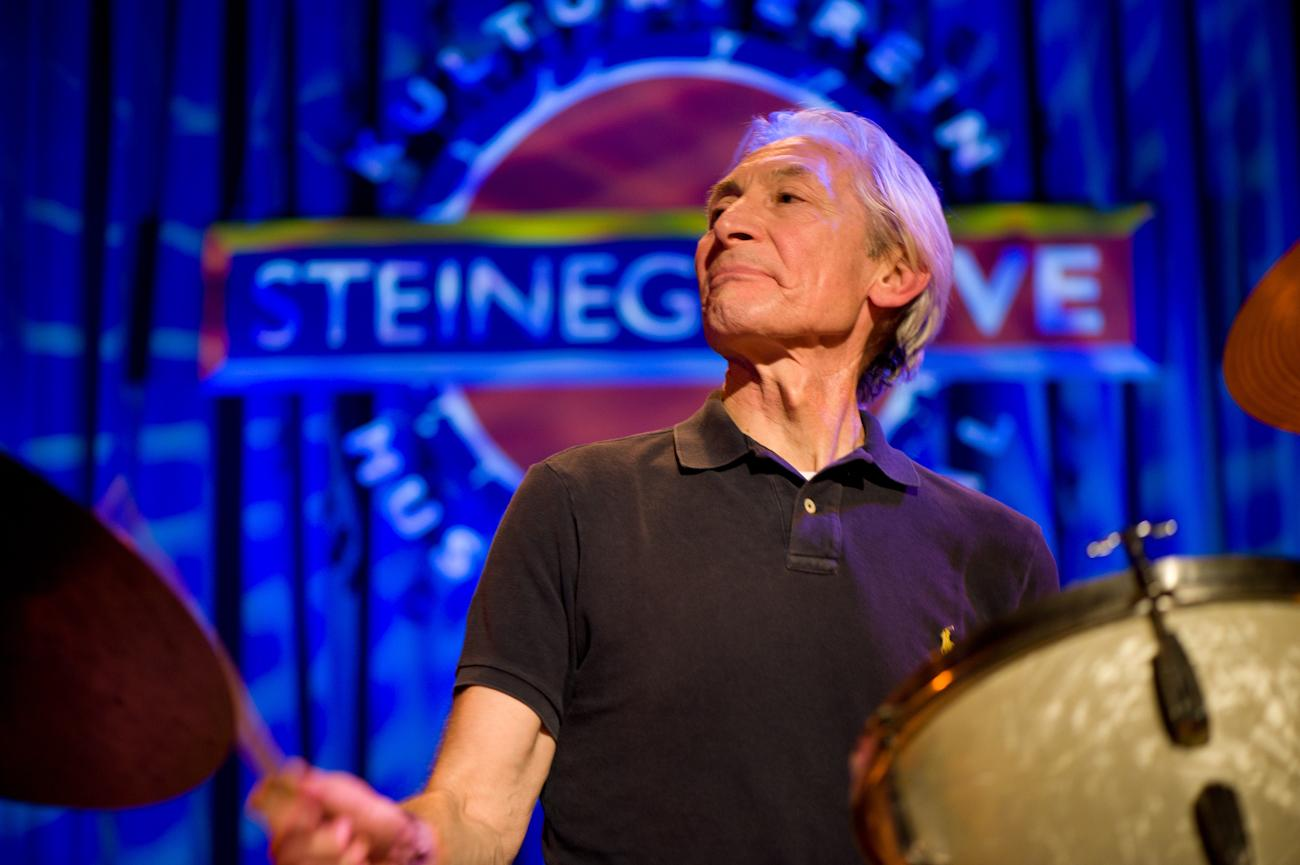
Charlie Watts am Steinegg Live Festival, Bozen, Italien, 2010

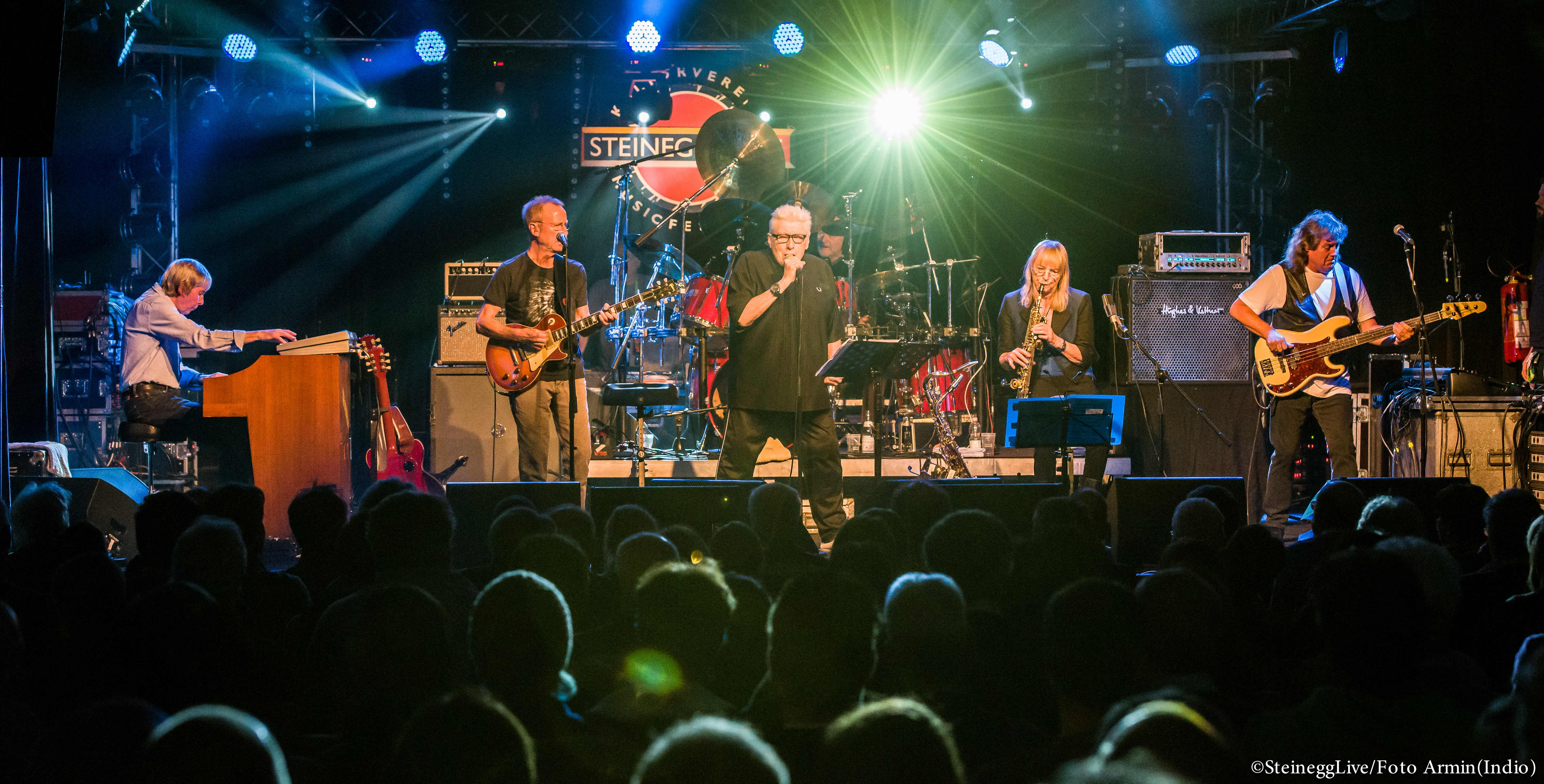
Colosseum, Steinegg Live Festival 2014.

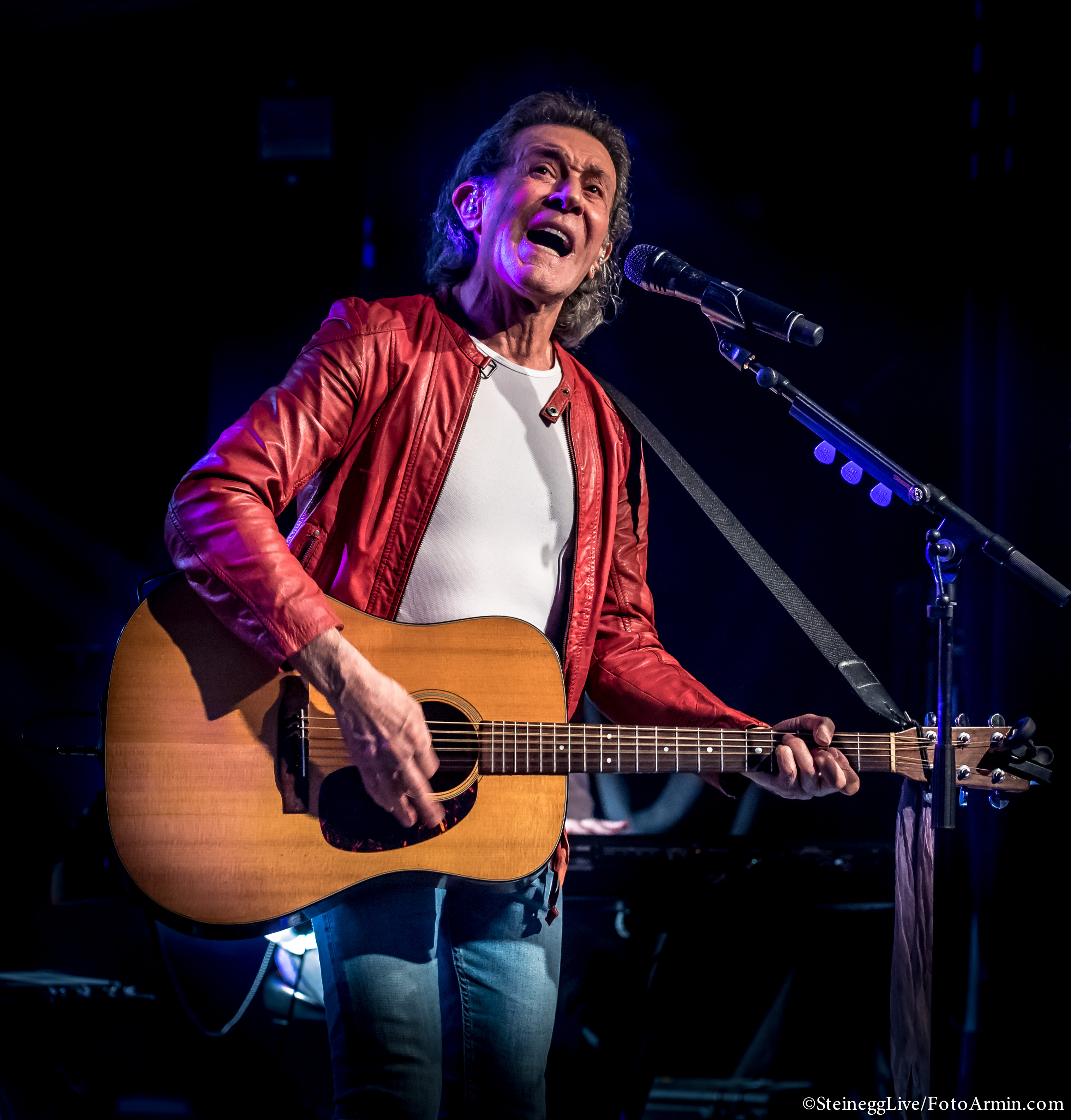
Albert Hammond beim Steinegg Live Festival 2017

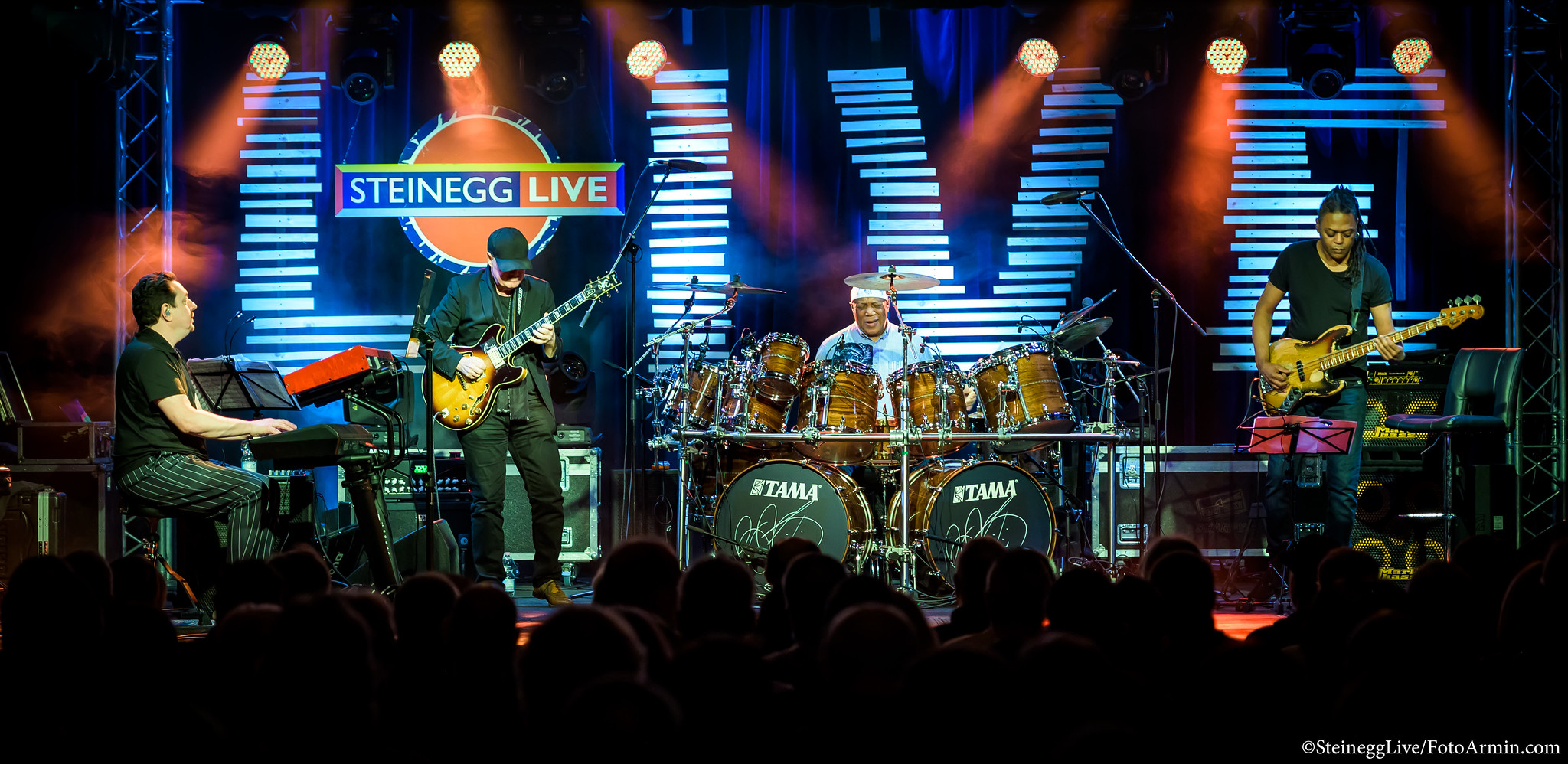
Billy Cobham & Band beim Steinegg Live Festival 2021

Das Steinegg Live Festival ist eine Musik- und Kulturveranstaltungsreihe in Steinegg bei Bozen in Südtirol, in dessen Rahmen auch international bekannte Musikgruppen und Musiker, Komiker, Kabarettisten und Schauspieler auftreten.

## Geschichte
Seit 1996 findet in Steinegg ein Musik- und Kultur-Festival statt. Schon von 1993 bis 1996 wurden hier verschiedene Blues-Festivals abgehalten, in deren Rahmen auch der Weltrekord im Dauerbluesspielen (64 Stunden Blues ohne Unterbrechung und Pause) aufgestellt wurde. Aus dieser Veranstaltung ging das heutige Kulturfestival Steinegg Live hervor.
Der Kulturverein wurde 1996 von Matthias Resch (Erster Vorsitzender), Erwin „Peppi“ Schroffenegger, Konrad Mahlknecht (aktueller Vorsitzender – 2019), Arnold Lunger und Klemens Riegler gegründet. Riegler ist seit der Gründung für die Programmgestaltung zuständig. Im Laufe der Jahre kamen weitere Vorstandsmitglieder dazu. Der Vereinsvorstand besteht 2017 aus sieben Personen. Stellvertretender Vorsitzender ist seit 2017 Arnold Lunger. Weitere oder neuere Vorstandsmitglieder sind Armin Rieder, Karmen Lantschner, Jasmin Basso, Armin Rottensteiner und Hannes Lantschner. Nicht mehr im Vorstand finden sich im Jahr 2022 Matthias Resch (geb. 25. Juli 1970 - gest. 8. Oktober 2020), Erwin Schroffenegger und Armin Rieder.
Neben dem Festival organisiert der Kulturverein auch weitere Events und Veranstaltungen:
- Pixner - Italo Connection; Im Januar 2020 organisiert der Verein das Auftaktkonzert der Tournee von Herbert Pixner and The Italo Connection.
- Neighborhood Concert: Während des strengsten Corona-Lockdown (mit Ausgangsverbot) wird ein einzigartiges Livekonzert auf Distanz organisiert. Am 25. April 2020 spielen dabei die Musiker jeweils vor ihren Wohnhäusern (bis zu 200 Meter voneinander entfernt) und sind wie auf einer Livebühne kabeltechnisch miteinander verbunden (inklusive Bild- und Audio-Monitor). Das technisch aufwändige Projekt wurde live gestreamt und das Oberdorf auch über Lautsprecher beschallt.[1]
- Steinegg Live In Blues; Neben dem großen Festival im Oktober organisiert der Kulturverein Steinegg Live alljährlich nach Ostern auch eine kleine Blueskonzert-Serie unter dem Namen Steinegg Live In Blues[2]
- Steinegg Live Summer Nights; Im Pandemie-Sommer 2020 ruft der Verein aufgrund eines allgemeinen Kulturstillstands die „Steinegg Live Summer Nights“ in Leben, wobei die Konzerte mit dem Manuel Randi Trio (Marco Stagni, Mario Punzi), The Rocket Monkeys, Marc Perin, Mainfelt-Duo und Bayou Side (Hubert Dorigatti, Klaus Telfser, Matteo Giordani) auf dem Freigelände vor dem Kulturhaus stattfinden. Im zweiten Pandemiejahr (2021) folgen im Rahmen dieser Serie: Nartan & Max Castlunger, Manuel Randi Trio, Roberto Morbioli Trio (feat. Marco Pandolfi) und Lovesick-Duo.

## Ablauf des Festivals
Steinegg Live Festival. Das Musik- und Kultur-Festival Steinegg-Live findet alljährlich zwischen Mitte und Ende Oktober statt und dauert circa zwei Wochen.
Die Veranstaltung wird vom gleichnamigen Kulturverein, Steinegg Live, und vielen weiteren ehrenamtlichen Mitarbeitern ausgerichtet.
Das Angebot ist sehr breit. Im Programm finden sich jährlich spezielle Konzerte von namhaften Künstlern der internationalen Szene, aber auch unbekannte und qualitativ hochwertige Interpreten. Neben den Jazz-, Blues-, Rock oder auch Liedermacher-Konzerten bietet das Festival meistens auch einen originalen Volksmusik-Abend (Hoangort), ein Theaterstück, aufgeführt von der Steinegg Live Kinder- und Jugendtheatergruppe, Kabarett oder Konzerte mit Nachwuchskünstlern aus der Gegend. Für die Programmgestaltung zeichnet seit den Anfängen Klemens Riegler aus Bozen verantwortlich.

## Line-ups vor 1996
- 1993: u. a. Up and Down, Pieces Blues Band, Spolpo Blues Band
- 1994: u. a. Gipsy & Guitars Brothers, Mama Harley (Sugar Reef), Pegasus+, Tom O’Toole
- 1995:u. a. Alan King Band (GB), Mutz Band, Zeugschmitz

## Line-ups ab 1996 (Auswahl)
- 1996: Nick Becattini & Serius Fun, Mutz Band, Van Fosters, brain cancer
- 1997: Gospelchor Steinegg, Pieces Rock Band, Culture Kings, Dave Baker & Motivators, Mutz Band, Four Roses, Rare Blues Band, Fraiso & Co., Rob Trainor & the blue Guy’s, Grandmother’s Funk, Cherry Moon
- 1998: Markus Linder & Gerhard Sexl, Bandcontest, The Chianti Project, Gospelchor Steinegg, Mad Puppet, The Ford Blues Band, Funny Connection, We and Them, Last Call, Docs off Beat, Enzo Vallicelli & Cheryl Porter,
- 1999: Karl Ratzer, Biermösl Blosn, The Alberts, Sepp Messner Windschnur, Catfish Blues Band, Christian Dozzler and the Blueswave We and Them, Last Call, Son Rumberos, The Untouchables, Steinegger Dorfmusikanten, Völser Volksmusikanten, Fidelen Etschtaler
- 2000: Nine Below Zero, die Wellküren aus Bayern, Hans Theessink & Blue Groove, The Incredible Southern Blues Band, Jimmy The Cat, The Peufla, The Black Cat Blues Department, New Fun Generation[3]
- 2001: The Blues Band, Bayrisch Diatonischer Jodelwahnsinn, The Rounder Girls & Band, Successful Living[4]
- 2002: Joe Zawinul Syndicate, Spider Murphy Gang, Willy Astor, Ringsgwandl, 4 on Cue, Club 99[5]
- 2003: Die Seer, Fredl Fesl, Sigi Finkel & African Heart, The Yardbirds, Darrel Arnold & The Dead Buffaloes, Funky Movement, The Commitments[6]
- 2004: Gianna Nannini, Solis String Quartet, Alf Poier, Axel Zwingenberger, Vince Weber, Ray Bryant, Bernard Allison Group, Jazz Gitti and her Discokillers[7]
- 2005: Nazareth, Barclay James Harvest, Marla Glen, Thomas Stipsits, George Nussbaumer Trio, Phil Guy und Wentus Blues Band, OtEM[8]
- 2006: Edoardo Bennato & Band, Ana Popović, Ten Years After, Bluatschink, Peter Wiegand, Mike Supancic, Saskia Laroo[9]
- 2007: Angelo Branduardi, Canned Heat, Hiromi Uehara, Gwyn Ashton, Thomas Stipsits, Las Vegas Elvis Revival Show[10]
- 2008: Roger Hodgson, Robben Ford & Band, Johnny Winter, Willy Astor, Barbara Dennerlein Duo, Eric Sardinas & Band[11]
- 2009: Chris Norman Band, Umberto Tozzi, Mike Stern Band feat: Dave Weckl, Chris Minh Doky, Randy Brecker, Will Bernard Trio, Ian Siegal & Band[12]
- 2010: Rainhard Fendrich, The ABC&D of Boogie Woogie feat. Charlie Watts, Axel Zwingenberger, Ben Waters, Dave Green, Lila Ammons, Monika Gruber, Matthias Vieider, Matt Schofield Band, Ronnie Baker Brooks, Saint Lu[13]
- 2011: Suzi Quatro, Mungo Jerry, Henrik Freischlader, Victor Bailey, Severin Groebner, Smokin’ Joe Kubek & Bnois King, Ray Wilson, Blame Sally, Paolo Oreni[14]
- 2012: HBC – The Super Trio (Scott Henderson, Jeff Berlin, Dennis Chambers), Konstantin Wecker, Ringsgwandl, Rebekka Bakken, Pete York Blues Project (Maggie Bell, Miller Anderson, Zoot Money, Colin Hodgkinson), Danny Bryant’s Redeyeband, Spider Murphy Gang, The Fonzies, Herbert Pixner, Federspiel[15]
- 2013: Chuck Berry, Haindling, Jojo Mayer & Steinegg Live Big Band, Walter Trout, Hamburg Blues Band, Katrina Leskanich, The Fonzies, Hot Hat Blues Band, Spremuta, Anna, Klothilde Oberarzbacher-Egger, Paolo Oreni, Hochwilde Böhmische, Hattinger Buam[16]
- 2014: Jefferson Starship, Roomful of Blues, Colosseum, Morblus, New Project Funk Orchester & Marco Pierobon, Christof Spörk, Die Herbischtsinger, Steinegger Tanzlmusig, Schildbergmusig, Abies Alba, Die Lungauer, Bobby Live, Fish & Chips Blues Band, Stolen Brothers, Double Trouble[17]
- 2015: Banned From Utopia (USA), Keller Steff, Christoph Weiherer, Truck Stop, Coco Montoya, Sven Hammond Soul, Michael Altinger, Double Trouble, Cantina Groove, Timmeltruck, 6er-Musig, Südtiroler Tanzlmusig, Bobby-Live, Oberkrainer Allstars[18]
- 2016: Herbert Pixner Projekt mit Manuel Randi, Albert Lee and his Band, die Stanley Clarke Band, die Dave Kelly Band, Sir Waldo Weathers, The Weight, The Fonzies, Daniela Pircher, Ago & Friends, Ringo Blues Trio, Maxi Schafroth, Los Dos, Die Friedburger[19]
- 2017: Alf Poier, Rüdiger Baldauf, Joo Kraus, Christoph Moschberger, Edo Zanki, Albert Hammond & Band, Sari Schorr & The Engine Room, Bayou Side, Phil Bates & Band, Tschirgant Spatzen mit Ingo Rotter, die Villnösser Musikanten, Bobby-Live, Mas Que Nada, Boheme Groove, The Fonzies[20]
- 2018: Roberto Cacciapaglia, Brian Auger´s Oblivion Express – feat. Alex Ligertwood, Igudesman and Joo (Aleksey Igudesman – Hyung-ki Joo), Joe Louis Walker, VinoRosso, Max von Milland & Band, The Fonzies, Lucia Kastlunger, Bobby-Live, Südtiroler Tanzlmusig, Die Goldrieder[21]
- 2019: Ina Regen, Michael Aster, Martin Frank, The Yellowjackets mit Bob Mintzer, Marcus Bonfanti Band, Raphael Wressnig & Gisele Jackson, VinoRosso, The Fonzies, Strutzer Combo, The Rocket Monkeys, Aufführung der Kinder- und Jugendtheatergruppe Steinegg Live, South Brass, Alpenoberkrainer, Bobby-Live.[22]
- 2020: Trotz Corona-Pandemie ging im Herbst 2020 eine reduzierte Festivaledition über die Bühne, wobei die Auftritte von Rüdiger Baldauf´s Trumpet Night feat. Max Mutzke und der Südtiroler Kultband Mad Puppet im letzten Moment abgesagt werden musste
Kindertheater, „Rising Stars“, „Rising Voices“, Kapelle So&So, Pamstiddn Kings, Kabarettabend mit Stefan Kröll.[23]
- 2021: Im Herbst 2021 fand das zweite Festival im Schatten der Corona-Pandemie statt. Unter diversen Corona-Auflagen und in reduzierter Form gibt es folgende Darbietungen und Konzerte. Teils wird das abgesagte Programm von 2020 nachgeholt:[24] 
Kinder- und Jugendtheater, „Rising Stars & Local Heroes“, der Gesangsbewerb „Rising Voices“, Rüdiger Baldauf´s Trumpet Night (Joo Kraus, Bruno Müller,  Marius Goldhammer, Thomas Heinz, Christian Frentzen) feat. Max Mutzke, Mad Puppet, Kenny „Blues Boss“ Wayne, Billy Cobham & Band (Ulf Wakenius, Linley Marthe, Steve Hamilton).
- 2022:  Nach zwei aufgrund der Corona-Einschränkungen etwas reduzierten Versionen gab es 2022 wieder ein halbwegs normales Festivalprogramm; mit Kindertheater, der deutschen Kabarettistin Christine Eixenberger, dem Rising Stars & Local Heroes-Abend, dem Steinegg Live Fest (Südtiroler Tanzlmusig, VolksPartie, Bobby-Live,) dem Argentinier Chango Spasiuk mit Band, der Blues Night mit den britischen Bands King King und Dave Kelly Band sowie der Countrynacht mit Wild.As.Her, Nik Wallner und Chris Kaufmann.
- 2023: fand das Steinegger Live Festival vom 21. bis 28. Oktober statt.[25] Zu Gast waren Künstler und Bands wie die Fäaschtbänkler, die Peter-Anich-Musikkapelle aus Oberperfuss, im Rahmen der Nacht der Gitarren: Jim Kimo West, Youtube-Star Josephine Alexandra, Lulo Reinhardt, Thu Le aus Vietnam, der bayrische Musikkabarettist Der Weiherer, die Jazz-Fusion-Band Mike Stern Band feat. Dennis Chambers, Bob Franceschini, Leni Stern, Lincoln Goines, die Bluesbands Innes Sibun Band und Soul Thrivers und im Rahmen der Partynacht Shanti Powa, Club99 und The Jam'son.
- 2024: findet das Festival erneut zwischen Mitte und Ende Oktober statt.